# Силует (острів)
Силует (фр. Silhouette) — острів в Індійському океані, входить до Сейшельського архіпелагу, належить державі Сейшельські Острови.

## Історія
Свою назву острів дістав на честь Єтьєна де Силуета (1709–1767), французького міністра фінансів часів Людовика XV.
Від середини XIX століття до 1960 року островом володіла родина Добан, яка походила з Франції, але оселилася на Маврикії у 1830 році. На Силуеті вони створили великі плантації фруктових дерев та кокосових пальм, а також побудували мавзолей у стилі паризької церкви Сен-Мадлен, де поховані члени родини, зокрема Огюст Добан, який завдяки своїм володінням мав прізвисько «Ротшильда Індійського океану». Епоха Добанів скінчилася, коли Анрі Добан продав острів Франції. У 1983 році острів викупила Республіка Сейшели. Тоді ж був зведений перший невеликий готель, який з часом перетворився на великий курорт Лабрі (Labriz Resort). Також був відреставрований будинок плантаторів Добанів.
У XX столітті на пляжі Анс-Ласкар були відкриті захоронення, які, за першим припущенням, були арабського походження. Проте, коли кістки відправили на експертизу, виявилося, що вони датуються приблизно 1800-м роком і, можливо, належать рабам, які тікали з плантацій Мае та заснували перше поселення на Силуеті.

## Географія

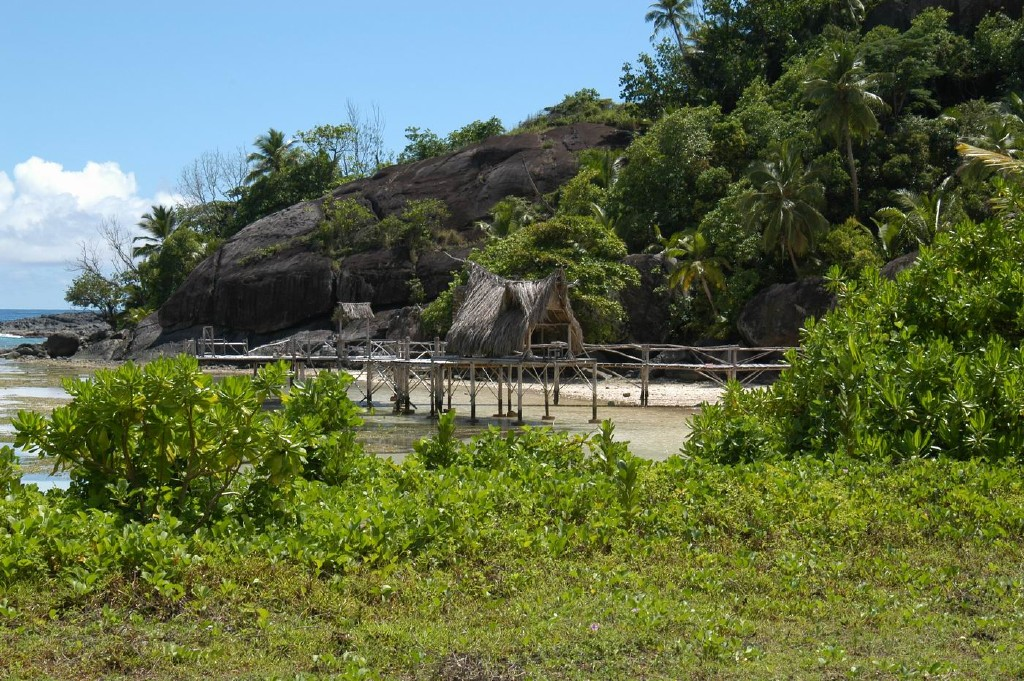
Пляж на острові Силует

Силует є третім за розміром островом архіпелагу. Розташований за 20 км на північний захід від острова Мае та на південь від острова Норт. Довжина острова становить 5,4 км, ширина — 4,3 км.
За походженням острів гранітний, гористий. Найвища точка острова — гора Мон-Плезір (752 м), інші вершини — Мон-Добан (740 м), Мон-Пот-а-О (621 м), Грат Фес (515 м), Мон Коргат (502 м) та Мон Коко Маррон (500 м).

## Населення
На острові живе приблизно 200 осіб, більшість з яких працює тут. Головний населений пункт — Ла Пасс (La Passe) на північно-східному краю острова. На південному заході острова лежить інше поселення — Гран Барб (Grand Barbe).

## Природа
Острів Силует входить до Національного морського парку. З точки зору багатства флори і фауни острів є справжньою «гарячою точкою» західної частини Індійського океану — тут живе та росте багато ендеміків та видів, що перебувають під загрозою зникнення. Значну частину Силуета вкривають первісні тропічні ліси, які мало не єдиний притулок для мішкокрилих кажанів Coleura seychellensis та криланів Pteropus seychellensis. Також на острові живе популяція гігантських черепах Aldabrachelys hololissa, тут є центр їх розведення. Зустрічаються рідкісні жаби Sooglossus gardineri.
Силует — єдине місце, де росте Schefflera procumbens.
Острів оточений кораловими рифами та гранітними кручами, що забезпечує багатство місцевого підводного світу. Тут живуть молюски Moominia willii, існування яких є під великою загрозою.

## Цікаві факти
Існує легенда, що на острові Силует французький корсар Жан-Франсуа Одул закопав великі скарби.